# Robert Collignon
Pour les articles homonymes, voir Collignon.
Robert Collignon est un homme politique belge né le 10 février 1943 à Villers-le-Bouillet. Il est membre du Parti socialiste.

## Biographie
Son père Émile Collignon était député permanent socialiste à la province de Liège depuis 1952.
Robert Collignon, comme Freddy Terwagne qui le fascinait, est un Wallon convaincu.
Il participe activement à la grande grève de 1960 à ses côtés.
Il devient docteur en droit de l'ULG en 1966.
Il débute d'ailleurs sa carrière d'avocat dans le cabinet de Freddy Terwagne à Amay.
Il lui succède comme député socialiste en 1971 (il siégea notamment pendant la 47e législature de la Chambre des représentants) et assume également sa succession dans son étude.
Il est aussi un grand passionné des problèmes institutionnels.
En 1985, il se fait connaître en tant que président de la Commission parlementaire chargée de tirer les leçons du drame du Heysel.
En 1987, il devient bourgmestre d'Amay jusqu'en janvier 1994, quand il devient Ministre-président du gouvernement wallon.
En 2000, il devient le président du Parlement wallon, fonction qu'il quitte en 2004.
Il revient alors dans sa commune Amay en tant que bourgmestre, fonction qu'il occupe jusqu'en octobre 2006.
Lors des élections communales de 2006, il ne se représente plus et quitte la scène politique pour passer le flambeau à son fils Christophe, député au Parlement wallon et signataire du projet de Constitution wallonne. Celui-ci n'occupera pas la place de bourgmestre d'Amay à la suite de la victoire de l'écologiste Jean-Michel Javaux.
Robert Collignon n'a jamais caché sa sympathie pour l'idéal de la réunion de la Wallonie à la France.